# Macquartia plumbella
Macquartia plumbella là một loài ruồi trong họ Tachinidae.